# المرأة المسلسلة II
المرأة المسلسلة II (المرأة المسلسلة الثانية) (بالإنجليزية: Andromeda II)‏ هي مجرة قزمة كروية تقع على بعد يقارب 2.22 مليون سنة ضوئية في كوكبة المرأة المسلسلة ومجرة قمرية لمجرة المرأة المسلسلة وهذا يعني أنها جزء من مجرات المجموعة المحلية. أكتشفت المجرة من قبل الفلكي الكندي سيدني فان دن بيرغ في مرصد بالومار باستخدام مقراب شميت 48 بوصة (1.2 متر) في عامي 1970 و 1971، جنبا إلى جنب مع أندروميدا الأولى، أندروميدا الثالثة، وأندرميدا الرابعة.

## وصلة خارجية
- SEDS: Dwarf Spheroidal Galaxy Andromeda II